# Жуковка (Минский район)
Жуковка (бел. Жу́каўка) — деревня в Минском районе Минской области Беларуси. В составе Юзуфовского сельсовета.

## География
Деревня расположена в северной части Минского района на границе с Логойским районом, на северном склоне Минской возвышенности на пересечении автодороги Р58 Минск—Калачи—Мядель с автодорогой Н8971 Юзуфово—Лысая Гора—Жуковка.

### Гидрография
Возле деревни течет река Луковая.

## История
В Российской империи Жуковка входила в состав Белорусской волости Минского уезда Минской губернии.
С февраля по декабрь 1918 года оккупирована войсками кайзеровской Германии, с августа 1919 года по июль 1920 года — войсками Польши. С 1919 года в составе БССР.
После Рижского мирного договора 1921 года недалеко от деревни проходила граница с Западной Беларусью.
Решением Народного комиссара по военным и морским делам СССР К. Я. Ворошилова от 11 апреля 1932 года была утверждена полоса Минского района обороны в следующем виде: обвод укрепленного района по линии Околово — Плещеницы — Жуковка — Заславль — Койданово — Станьково.  В 1934-1938 годах в окрестностях Жуковки построен ряд долгосрочных огневых точек батальонного района обороны «IV» Минского укрепрайона, входившего в Линию Сталина. Среди этих долгосрочных огневых точек возле Жуковки расположен единый пулеметный капонир в Минском укрепленном районе.
Во время Великой Отечественной войны с начала июля 1941 года по начало июля 1944 года деревня была оккупирована.

## Население

### Численность
- 2009 год — 19 человек

### Динамика
- 1999 год — 30 человек (перепись населения)
- 2009 год — 19 человек (перепись населения)

## Достопримечательность
В деревне находится деревянная Свято-Петро-Павловская церковь построенная в 1994 году. Возле церкви — деревянные ворота-колокольня. Чуть поодаль на реке находится часовня-купель.
На юго-восточной окраине деревни находится кладбище с часовней святителя Николая Чудотворца. На кладбище похоронены жители деревни Жуковка и окрестных деревень, включая погибших во время Великой Отечественной войны. Самые старые захоронения, сохранившиеся, относятся к концу XIX века.

## Галерея

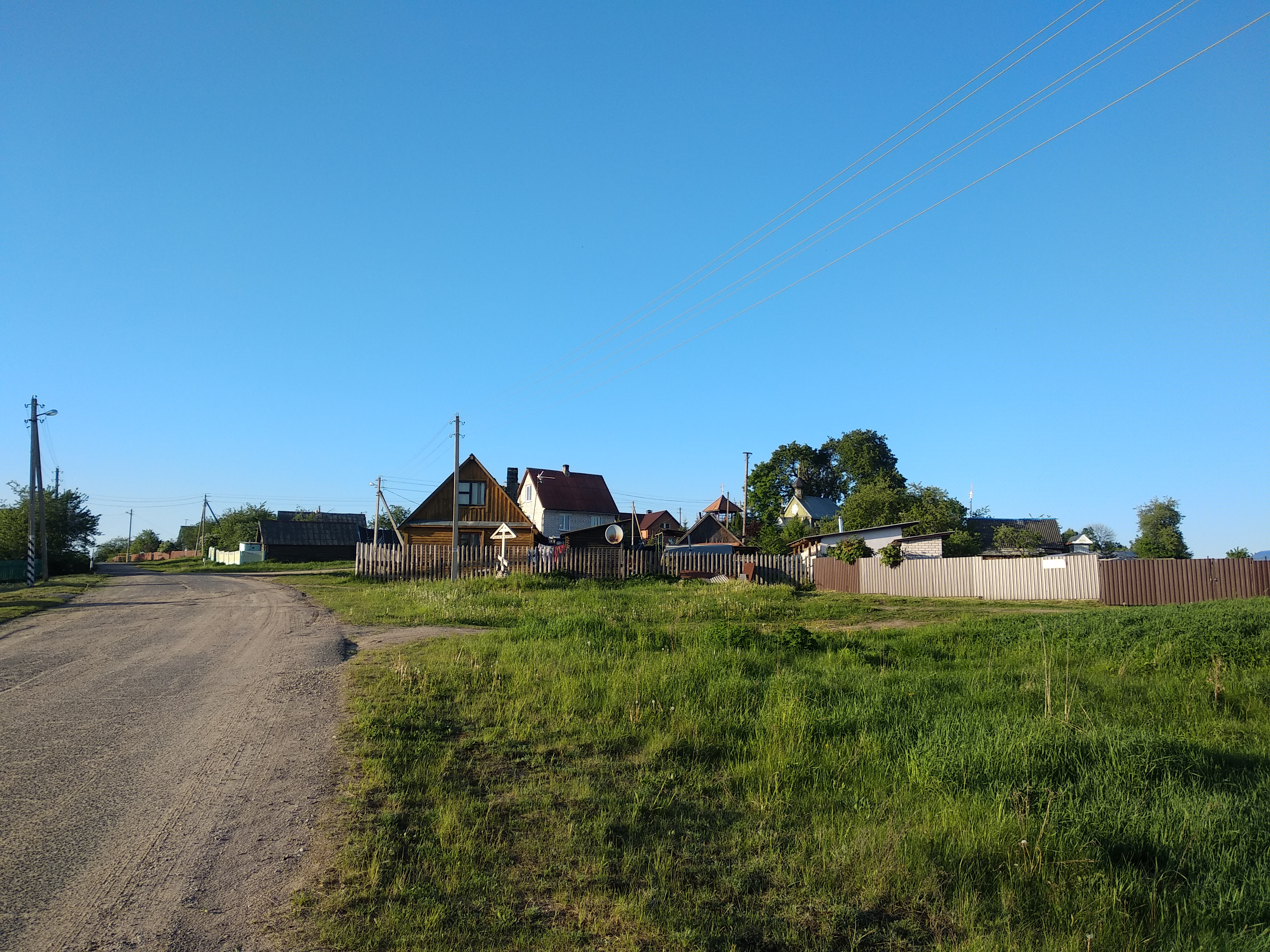
Улица
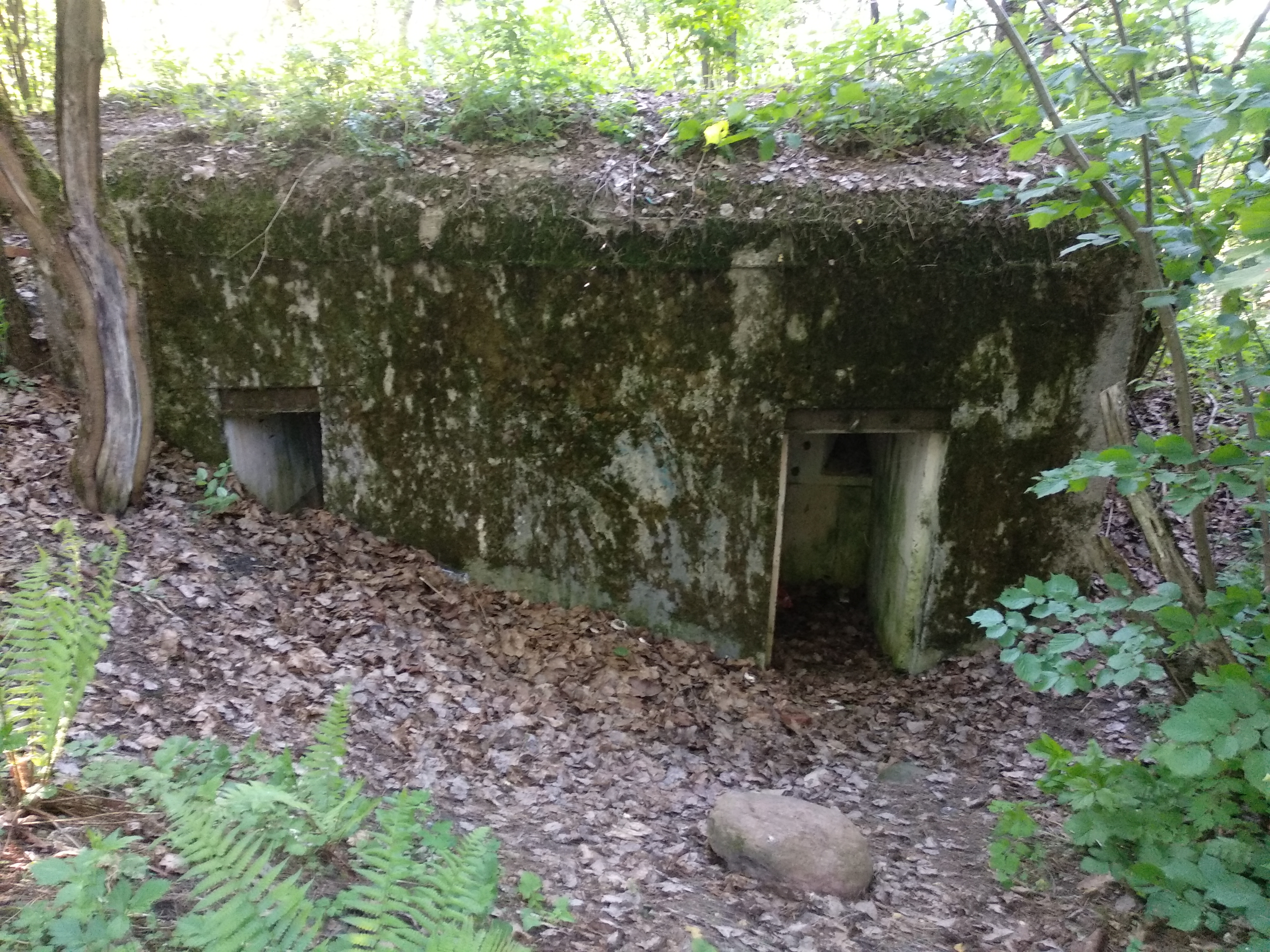
Долгосрочная огневая точка у Жуковки
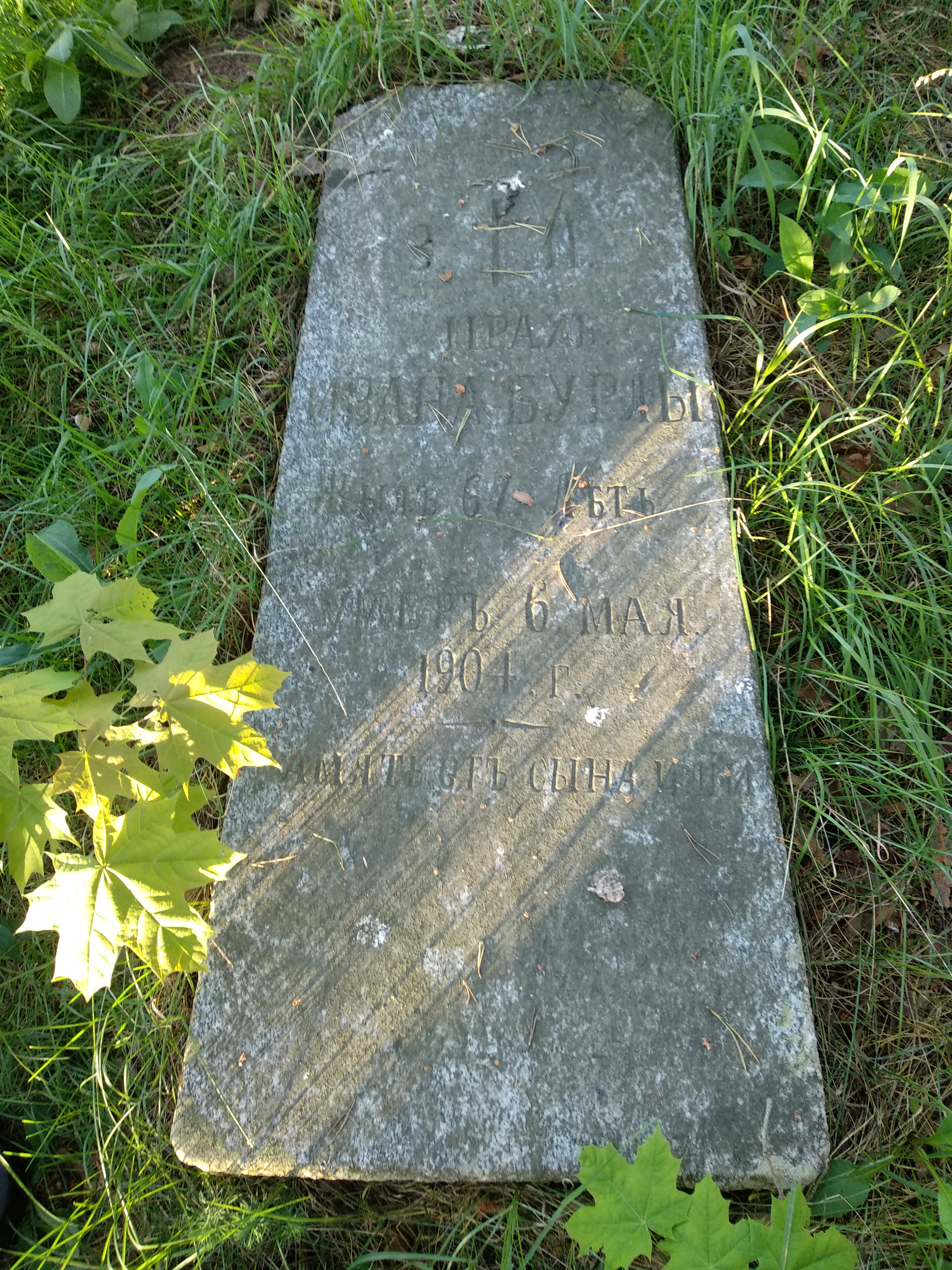
Могильный камень на деревенском кладбище
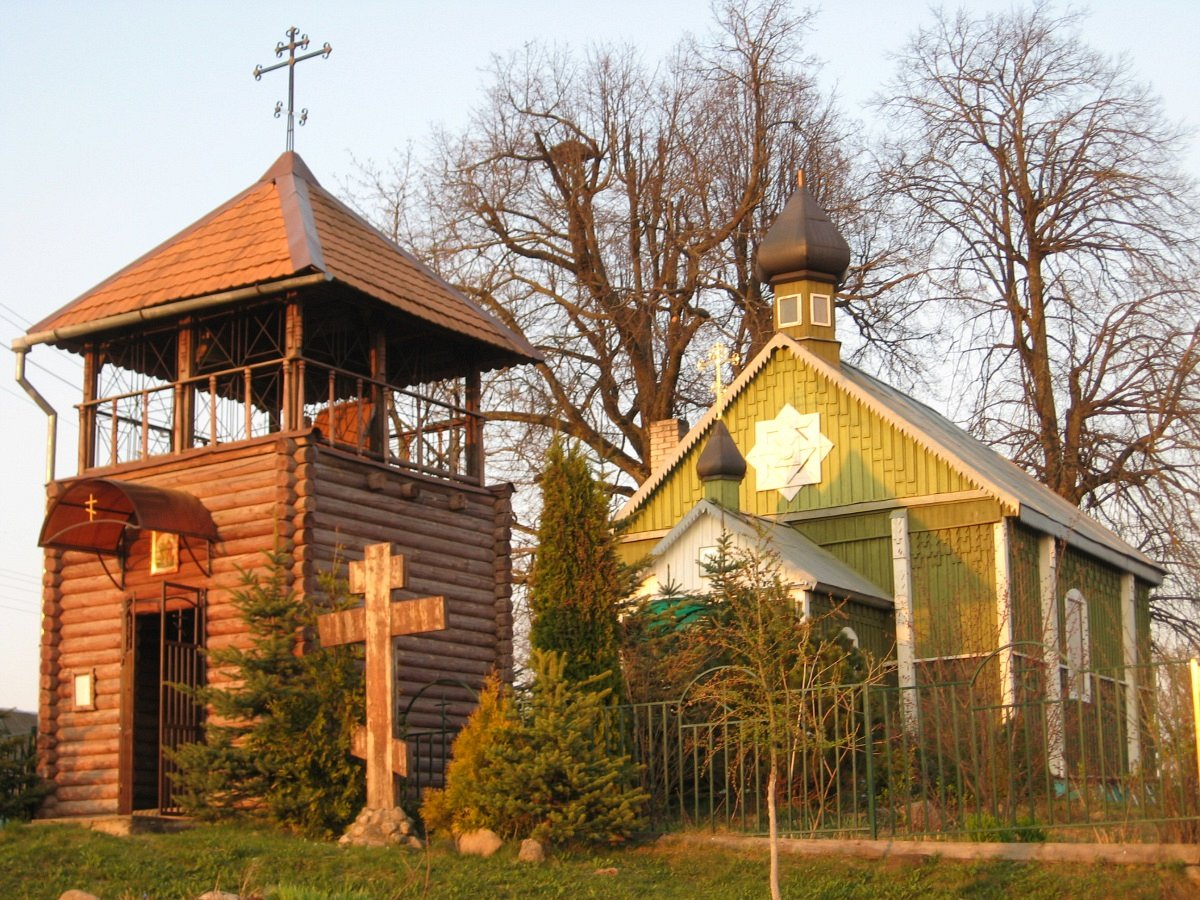
Свято-Петро-Павловская церковь
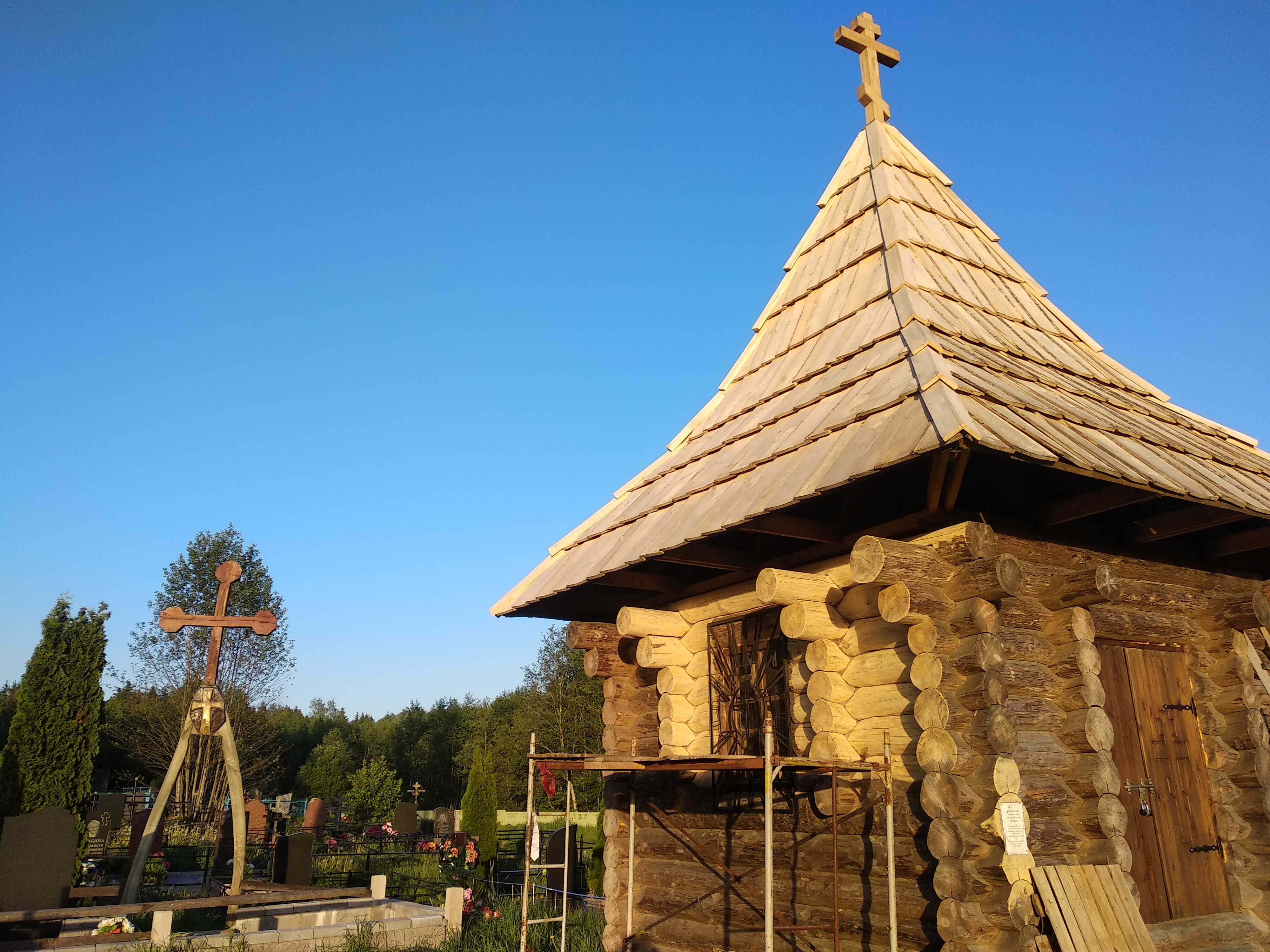
Часовня Святителя Николая Чудотворца
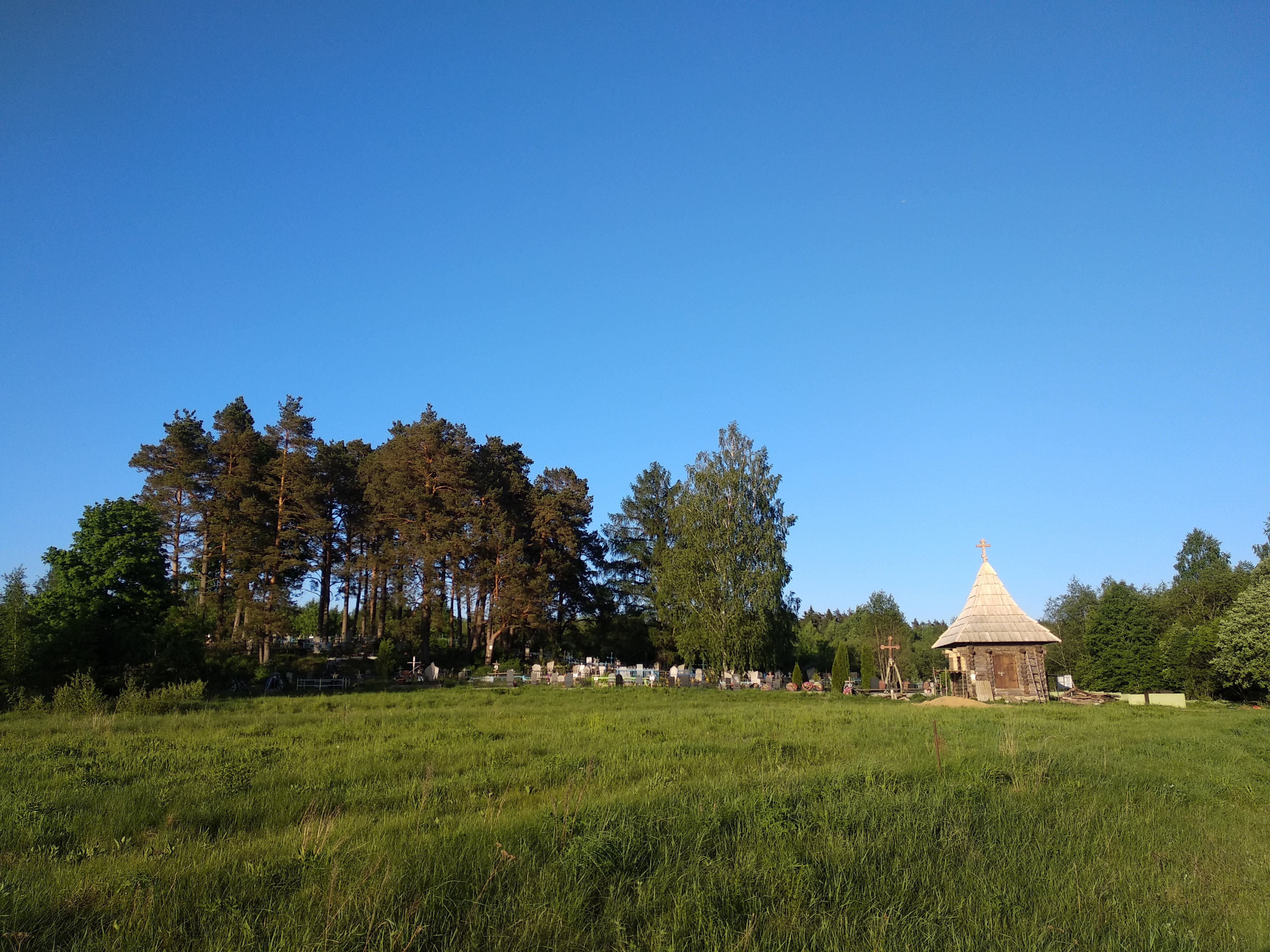
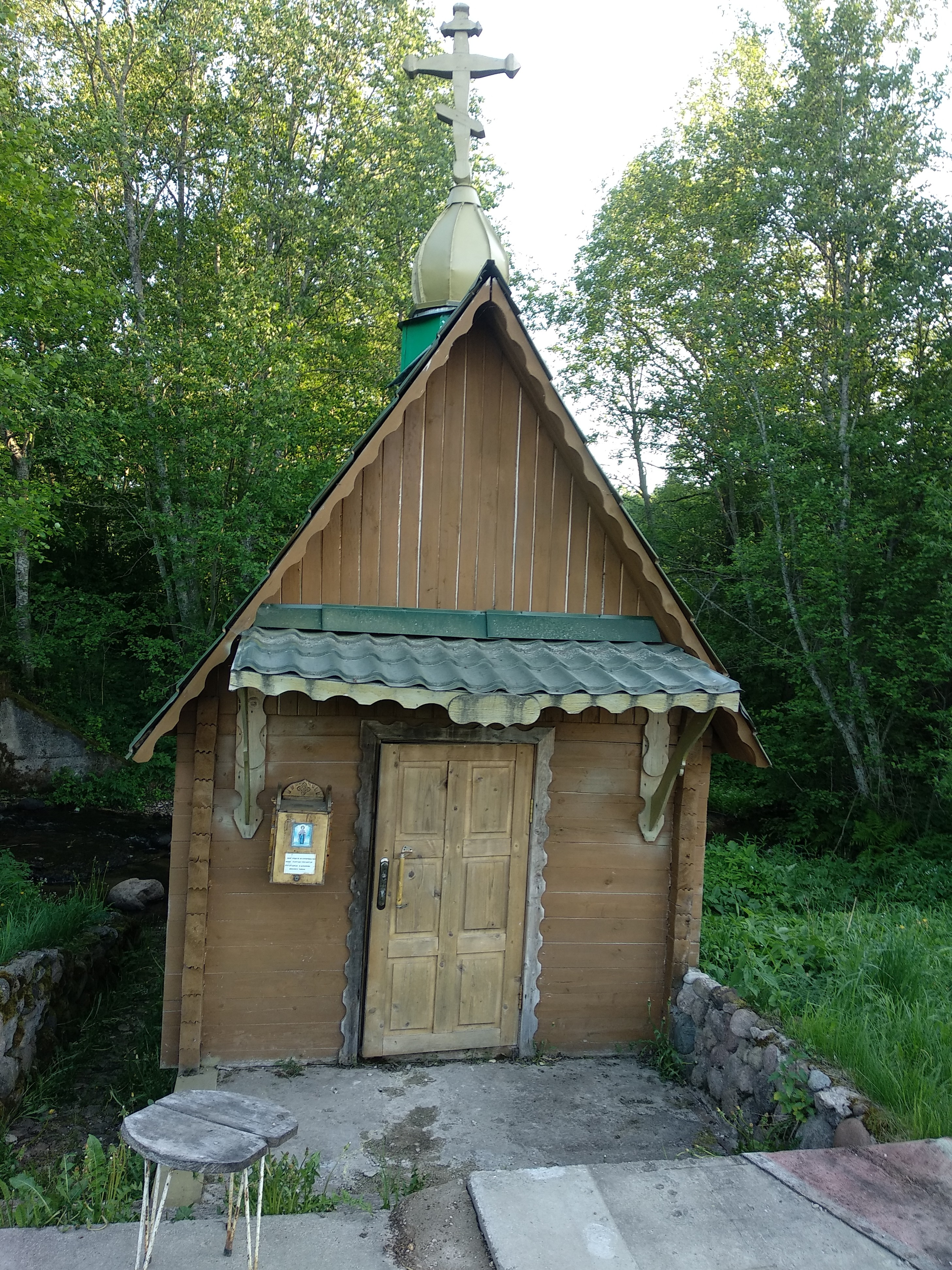